# 蘭丁堡 (北卡羅萊納州)
蘭丁堡（英語：Fort Landing）是位於美國北卡羅萊納州蒂勒爾縣的非建制地區。

## 歷史
蘭丁堡的郵局於1803年設立，其後於1931年停運。

## 地理
蘭丁堡所處的海拔為高於海平面1米（即3英呎），而該地所採用的時區為UTC-5，即北美东部时区（EST）。同時該地設有夏令時間，為UTC-5調快一小時，即UTC-4（EDT）。